# Александар Даргомижински
Александер Сергејевич Даргомижски (рус. Александр Сергеевич Даргомыжский; Москва, 14. фебруар 1813 — Санкт Петербург, 17. јануар 1869) био је руски композитор. Премостио је јаз у руском оперском стваралаштву између Михаила Глинке и касније генерације Велике петорке и Петра Иљича Чајковског.

## Биографија
Даргомижски је рођен у селу Троицкоје, Бељевски округ, Тулска губернија (сада Арсењевски округ Тулска област), а школовао се у Санкт Петербургу. Био је познат као талентовани музички аматер када је 1833. године упознао Михаила Глинку и био охрабрен да се посвети компоновању. Његова опера Есмералда (либрето композитора, према делу Виктора Игоа Звонар Богородичине цркве) компонована је 1839. (изведена 1847), а његова Русалка изведена је 1856; али је имао мало успеха или признања ни код куће ни у иностранству, осим у Белгији, све до 1860-их, када је постао део али не и члан Велике петорке.
Последња опера коју је компоновао Камени гост, његово је најпознатије дело, познато као пионирски подухват мелодичног рецитатива. Са оркестрацијом и завршетком прве сцене која је остала недовршена након његове смрти, завршили су је Сезар Кјуј и Николај Римски-Корсаков, а Петорка ју је веома ценила због онога што се сматрало прогресивним приступом оперском изразу. Премијерно је изведена 1872. године, али никада није постала трајни стандардни оперски репертоар.
Даргомишки је оставио и неке недовршене оперске пројекте, међу којима је и покушај поставка Пушкинове Полтаве. Поред опера, његове друге композиције укључују бројне песме, клавирске комаде и нека оркестарска дела.
Умро је у Санкт Петербургу 1869. године у 55. години.